# Jack Higgins
Jack Higgins (pseudoniem van Harry Patterson) (Newcastle-upon-Tyne, 27 juli 1929 – Jersey, 9 april 2022) was een Britse schrijver. Patterson heeft meer dan 60 romans geschreven. De meeste zijn thrillers en de boeken na zijn doorbraak The Eagle Has Landed zijn bijna allemaal bestsellers.

## Leven
Patterson is geboren in Newcastle-upon-Tyne, maar verhuisde naar Belfast met zijn moeder toen het huwelijk van zijn ouders mislukte. Patterson toonde weinig interesse in school en verliet school zonder een diploma.
Hij meldde zich aan bij het Britse leger, alwaar hij twee jaar diende als onderofficier in de buurt van de Oost-Duitse grens in de jaren 50. Hier ontdekte hij dat hij zowel talent had als scherpschutter als bovengemiddeld intelligent was.
Nadat hij het leger verliet studeerde hij sociologie aan de Universiteit van Londen. Na het behalen van zijn diploma werkte hij een tijd als leraar en begon met het schrijven van romans in 1959. Na een aantal succesvolle boeken kon hij zich volledig op het schrijven richten.

## Werk
Patterson schreef vele romans onder vele pseudoniemen. Zo gebruikte hij James Graham, Martin Fallon en Hugh Marlowe als pseudoniem en schreef hij romans onder zijn eigen naam. In de late jaren 60 begon hij te schrijven onder het pseudoniem Jack Higgins. Onder dat pseudoniem brak hij door met de roman The Eagle Has Landed in 1975. Hierna schreef hij nog een aantal boeken onder andere namen, maar het grootste deel van zijn werk bracht hij uit onder de naam Jack Higgins. In zijn boeken zijn er drie terugkerende personages. Dit zijn Liam Devlin uit The Eagle Has Landed, Sean Dillon die het eerst verscheen in Eye of the Storm en Paul Chavasse die het eerst verscheen in The Testament of Caspar Schultz.

## Beknopte bibliografie
- De Adelaar is gevlogen
- Stormwaarschuwing
- De Adelaar is geland
- Het Goud van de IRA
- Alleen de kogels zingen
- Paspoort voor de dood
- Slotakkoord
- Dag des oordeels
- De sleutels van de hel
- De roep van de jager
- Mooi weer om te sterven
- De Griekse moordenaar
- Spel voor helden
- Koning gekaapt
- De laatste troef
- De nacht van de wraak
- Ten oosten van de Hel
- Dans met de duivel
- Dodenschaak
- De IJzeren Tijger
- Exocet
- Het uur voor middernacht
- Dodelijke missie
- De nacht van de vos
- Dans des Doods
- Het oog van de storm
- Het Windsor Protocol
- Gevaarlijk terrein
- Operatie Sjeba
- De donkere Engel des Doods
- Het jaar van de tijger
- Duivelsdronk
- Machtsgreep
- De vlucht van de Adelaars
- In hoge kringen
- Vergeldingsdrang
- Grensgevaar
- Erewraak
- Slecht gezelschap
- Duistere dreiging
- Aan de poort van de hel